# Nyulnyulanské jazyky

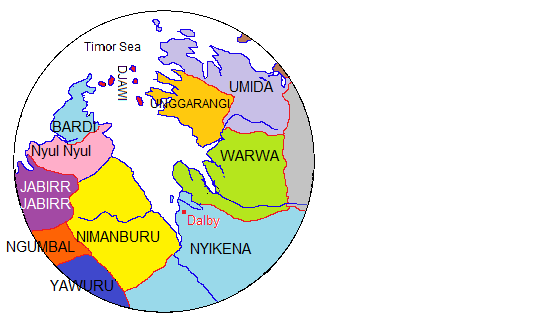
Mapa tradičního rozšíření kmenů v okolí Derby

Nyulnyulanské jazyky jsou malou jazykovou rodinou. Jazyky z této rodiny mluví Austrálci (Aboridžinci) v severozápadní Austrálii, v okolí města Derby na pobřeží Timorského moře. Většina z jazyků z této rodiny jsou vymřelé jazyky, pouze 3 jazyky jsou stále živé. Všechny 3 živé jazyky jsou ale silně ohrožené. Celkově mají všechny nyulnyulanské jazyky cca 90 mluvčích.

## Rozdělení
(mrtvé jazyky jsou označeny symbolem †)
- Západní nyulnyulanské jazyky
  - Bardi
    - Jawi (dialekt jazyka bardi, již nemá žádné plynně mluvící mluvčí)

  - Djabirr-Djabirr †
  - Nimanburru †
  - Nyulnyul †
- Východní nyulnyulanské jazyky
  - Yawuru
  - Nyigina
  - Dyugun †
  - Warrwa †
  - Ngumbarl †